# Туре Рангстрем
Андерс Юган Туре Рангстрем (швед. Anders Johan Ture Rangström; 30 листопада 1884, Стокгольм, Швеція — 11 травня 1947, там само) — шведський композитор, музичний критик і диригент. Рангстрем належав до нового покоління шведських композиторів, які в першому десятилітті 20 століття привнесли модернізм у шведську музику.

## Біографія

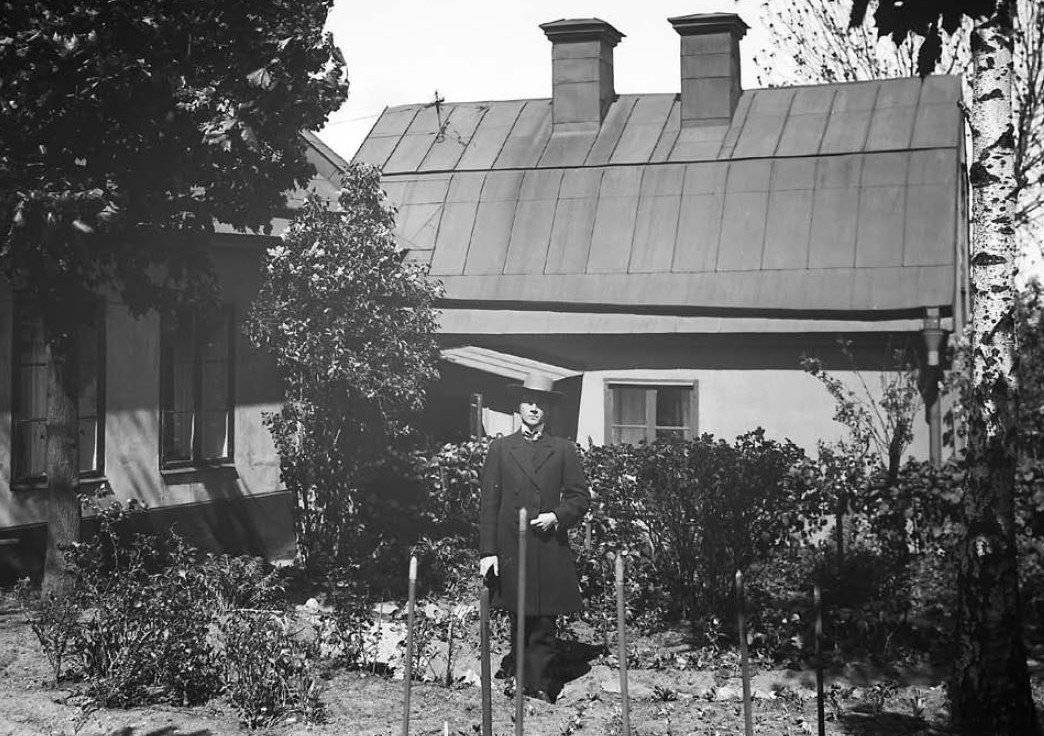
Рангстрем біля своєї ферми в Седермальмі, 1918 рік.

Рангстрем народився в Стокгольмі і вже в підлітковому віці почав писати пісні. У 1905—1906 роках він навчався у Берліні у Ганса Пфіцнера, а також вокалу в Юлія Гея, з яким пізніше поїхав до Мюнхена для подальшого навчання. Його твори цього періоду були переважно для голосу та фортепіано.
З 1907 по 1922 Рангстрем викладав спів, а з 1922 по 1925 був головним диригентом Гетеборзького симфонічного оркестру. У 1924 році він заснував Шведське товариство композиторів, а у 1931—1936 роках брав участь у популяризації творчості Шведської королівської опери. Після цього він працював поза штатом і проводив літо на острові Торнсхольмен, який йому подарували жителі Швеції на його п'ятдесятиріччя.
Рангстрем помер у своєму будинку в Стокгольмі після тривалої хвороби, спричиненої захворюванням горла; його похорон відбувся в стокгольмській церкві Марії Магдалини. Похований на церковному цвинтарі в міському поселенні Ґрит комуни Вальдемарсвік лену Естерйотланд, південно-східна Швеція.
Рангстрем є дідусем драматурга, якого також звати Туре Рангстрем (народився в 1944 році), художнього керівника Інтимного театру Стріндберга (з моменту його перевідкриття у 2003 році), і дядьком письменника Ларса Юлленстена.

## Творчий доробок
Багато з ранніх творів Рангстрема написані у формі симфонічних поем, зокрема Dityramb («Дифірамб»), Ett midsommarstycke («Літня п'єса») та En höstsång («Осіння пісня»). Після успіху цих творів Рангстрем почав працювати над своїми симфоніями, яких він створив чотири. Перша, опублікована у 1914 році, присвячений пам'яті Стріндберга — August Strindberg in memoriam; друга, 1919 року, має назву «Mitt land» («Моя країна»); третя, 1929 року, Sång under stjärnorna («Пісня під зірками»), четверта, 1936 року, Invocatio («Виклик»), для оркестру та органу.
Рангстрем також створив три опери: Kronbruden («Корона нареченої») за мотивами п'єси Стріндберга, яка вперше була виконана в 1915 році, Medeltida («Середньовіччя»), опубліковану в 1921 році, і Gilgamesj («Гільгамеш») за мотивами месопотамського епосу про Гільгамеша, яку композитор написав у останні роки свого життя. Оркестровку «Гільгамеша» завершив композитор Йон Фернстрьом, і прем'єра опери відбулася в листопаді 1952 року в Шведській королівській опері під орудою диригента Герберта Сандберга з Еріком Седеном у головній ролі.
Рангстрем також написав майже 300 пісень і оркестрував близько 60 з них.